# Забрузди
Забрузди (пол. Zabruzdy) — село в Польщі, у гміні Мясткув-Косьцельни Ґарволінського повіту Мазовецького воєводства.
Населення — 218 осіб (2011).
У 1975-1998 роках село належало до Седлецького воєводства.

## Демографія
Демографічна структура станом на 31 березня 2011 року:
|          | Загалом | Допрацездатний вік | Працездатний вік | Постпрацездатний вік |
| -------- | ------- | ------------------ | ---------------- | -------------------- |
| Чоловіки | 114     | 24                 | 75               | 15                   |
| Жінки    | 104     | 22                 | 54               | 28                   |
| Разом    | 218     | 46                 | 129              | 43                   |